# Герб комуни Стенунгсунд
Герб комуни Стенунгсунд (швед. Stenungsunds kommunvapen) — символ шведської адміністративно-територіальної одиниці місцевого самоврядування комуни Стенунгсунд.

## Історія
Герб розроблявся у 1970-х з урахуванням промислових особливостей комуни. Новий герб комуни Стенунгсунд офіційно зареєстровано 1977 року.

## Опис (блазон)
У срібному полі над відділеною хвилясто синьою основою з'єднані між собою три чорні кулі в балку, обабіч від кожної приєднані по малій червоній кульці.

## Зміст
Символи в гербі уособлюють молекулу вуглеводню. Вказують на розвинуту нафтохімічну промисловість. Хвиляста основа підкреслює розташування комуни над морем.